# Bizetiella carmen
Bizetiella carmen is een slakkensoort uit de familie van de Muricidae. De wetenschappelijke naam van de soort is voor het eerst geldig gepubliceerd in 1935 door Lowe.